# Two Way Traffic
Two Way Traffic è un brano della rock band inglese Status Quo, uscito come singolo nell'agosto del 2011.

## Tracce
1. Two Way traffic (Radio Edit) - 3:45 - (Rossi/Edwards)

## Formazione
- Francis Rossi (chitarra solista, voce)
- Rick Parfitt (chitarra ritmica, voce)
- Andy Bown (tastiere, chitarra, armonica a bocca, cori)
- John 'Rhino' Edwards (basso, voce)
- Matt Letley (percussioni)